# Trachelyopterichthys
Trachelyopterichthys är ett släkte av fiskar. Trachelyopterichthys ingår i familjen Auchenipteridae.
Kladogram enligt Catalogue of Life:
| Trachelyopterichthys | \| \| Trachelyopterichthys anduzei \| \| \| \| \| \| Trachelyopterichthys taeniatus \| \| \| \| |
|                      | \| \| Trachelyopterichthys anduzei \| \| \| \| \| \| Trachelyopterichthys taeniatus \| \| \| \| |
|                      | Ageneiosus                                                                                      |
|                      |                                                                                                 |
|                      | Asterophysus                                                                                    |
|                      |                                                                                                 |
|                      | Auchenipterichthys                                                                              |
|                      |                                                                                                 |
|                      | Auchenipterus                                                                                   |
|                      |                                                                                                 |
|                      | Centromochlus                                                                                   |
|                      |                                                                                                 |
|                      | Entomocorus                                                                                     |
|                      |                                                                                                 |
|                      | Epapterus                                                                                       |
|                      |                                                                                                 |
|                      | Gelanoglanis                                                                                    |
|                      |                                                                                                 |
|                      | Glanidium                                                                                       |
|                      |                                                                                                 |
|                      | Liosomadoras                                                                                    |
|                      |                                                                                                 |
|                      | Pseudauchenipterus                                                                              |
|                      |                                                                                                 |
|                      | Pseudepapterus                                                                                  |
|                      |                                                                                                 |
|                      | Pseudotatia                                                                                     |
|                      |                                                                                                 |
|                      | Tatia                                                                                           |
|                      |                                                                                                 |
|                      | Tetranematichthys                                                                               |
|                      |                                                                                                 |
|                      | Tocantinsia                                                                                     |
|                      |                                                                                                 |
|                      | Trachelyichthys                                                                                 |
|                      |                                                                                                 |
|                      | Trachelyopterus                                                                                 |
|                      |                                                                                                 |
|                      | Trachycorystes                                                                                  |
|                      |                                                                                                 |
|                      | Trachelyopterichthys anduzei                                                                    |
|                      |                                                                                                 |
|                      | Trachelyopterichthys taeniatus                                                                  |
|                      |                                                                                                 |

|  | Trachelyopterichthys anduzei   |
|  |                                |
|  | Trachelyopterichthys taeniatus |
|  |                                |